# Melanaphis japonica
Melanaphis japonica är en insektsart. Melanaphis japonica ingår i släktet Melanaphis och familjen långrörsbladlöss. Inga underarter finns listade i Catalogue of Life.